# یشیم بوبر
یشیم بوبر (انگلیسی: Yeşim Büber؛ زادهٔ ۱۰ اوت ۱۹۷۷) بازیگر اهل ترکیه است.
از فیلم‌ها یا برنامه‌های تلویزیونی که وی در آن نقش داشته‌است می‌توان به مروارید سیاه اشاره کرد.